# Alifatou Djibril
Alifatou Djibril (née le 13 février 1980) est une athlète togolaise, spécialiste du lancer du poids et du lancer du disque.

## Biographie

### Palmarès
| Date | Compétition             | Lieu        | Résultat | Épreuve          | Performance |
| ---- | ----------------------- | ----------- | -------- | ---------------- | ----------- |
| 2002 | Championnats d'Afrique  | Radès       | 6e       | Lancer du poids  | 14,41 m     |
| 2002 | Championnats d'Afrique  | Radès       | 4e       | Lancer du disque | 50,28 m     |
| 2003 | Jeux africains          | Abuja       | 3e       | Lancer du disque | 54,79 m     |
| 2004 | Championnats d'Afrique  | Brazzaville | 3e       | Lancer du poids  | 15,16 m     |
| 2004 | Championnats d'Afrique  | Brazzaville | 2e       | Lancer du disque | 52,62 m     |
| 2008 | Championnats d'Afrique  | Addis-Abeba | 8e       | Lancer du poids  | 13,48 m     |
| 2008 | Championnats d'Afrique  | Addis-Abeba | 4e       | Lancer du disque | 45,78 m     |
| 2009 | Jeux de la Francophonie | Beyrouth    | 4e       | Lancer du disque | 51,55 m     |
| 2011 | Jeux africains          | Maputo      | 3e       | Lancer du disque | 46,46 m     |
| 2012 | Championnats d'Afrique  | Porto-Novo  | 6e       | Lancer du poids  | 14,60 m     |
| 2012 | Championnats d'Afrique  | Porto-Novo  | 5e       | Lancer du disque | 48,21 m     |

### Records
| Épreuve          | Performance | Lieu     | Date            |
| ---------------- | ----------- | -------- | --------------- |
| Lancer du poids  | 15,74 m     | Adelaïde | 19 février 2005 |
| Lancer du disque | 56,16 m     | Sydney   | 15 mars 2003    |